# بيشول يسرائيل
بيشول يسرائيل (حرفيا "طبخ إسرائيل" - أي بواسطة يهودي) هو مصطلح عبري لواحد من قوانين الكشروت في اليهودية. تحظر القاعدة تناول بعض الأطعمة إذا تم طهيها حصريًا من قبل غير اليهود. هذا المصطلح نقيض لبيشول أكوم (طبخ غير اليهودي) الذي تحرمه القاعدة. Akum (עכו"ם) هو اختصار لـ Ovdey Kochavim U'Mazalot (עובדי כוכבים ומזלות)، حرفيا "عبدة النجوم و براج فلكية"، ولكن هو في الواقع عبارة عن غير اليهود).
هذه القاعدة جزء من مجموعة من المراسيم التي وضعها حاخامات التلمود لمنع التزاوج مع غير اليهود. ينطبق تحريم طبق بيشول أكوم على الوجبة الرسمية التي يتم إعدادها حصريًا من قبل غير اليهود, حتى لو كان الوضع لا يعاني من مشاكل أخرى في طعام الكوشر.
لا ينطبق الحظر إلا إذا تم إعداد الطعام حصريًا من قبل غير اليهود. يمكن أن تكفي كمية صغيرة من المشاركة اليهودية للحفاظ على الطعام كوشير. تختلف وجهات نظر الحاخامات المختلفين حول الحد الأدنى المطلق: يذكر السفاردي بوسكيم أن الحد الأدنى للمشاركة هو إشعال النار ووضع الوعاء عليه للطهي, في حين أن أشكناز راضون بمجرد إشعال النار, أو حتى إجراء تعديل طفيف على النار. الذي أضاء بالفعل من قبل شخص غير يهودي.
ينطبق القانون فقط على الأطعمة التي, حسب التلمود, "صالحة لطاولة الملك" ولا تؤكل نيئة بشكل عام. الأطعمة التي لن يتم تقديمها في عشاء رسمي معفاة من طبق بيشول أكوم, وتكون كوشير حتى لو تم طهيها بالكامل من قبل غير اليهود, بشرط استيفاء جميع المتطلبات الأخرى من طعام الكوشر. يوضح موسى بن ميمون أن هذا الحظر صدر في الأصل من أجل تجنب دعوة شخص غير يهودي لتناول وجبة طعام (مما قد يؤدي إلى الزواج المختلط), ولا يدعو الناس بعضهم البعض لتناول العشاء على طعام "غير مناسب". مائدة الملك "(موسى بن ميمون, معخلوت أسوروت 17:15).
في الاحتفال المعاصر, يساعد المشجيش, جنبًا إلى جنب مع الإشراف على تحضير الطعام, عادةً على بدء الموقد و / أو يوفر مشاركة أخرى في الطهي كافية لضمان الامتثال لقاعدة بيشول يسرائيل.

## روابط خارجية
- OUKosher.org: عيش معيش: بيشول يسرئيل